# Palacete Villa Rosalba
El Palacete Villa Rosalba es un edificio ubicado en Asunción, capital de Paraguay, considerado parte del patrimonio histórico de la ciudad. Es conocido por haber sido la primera sede del Tribunal Permanente de Revisión del Mercosur.

## Historia
Fue inaugurado en 1919 como residencia familiar de José Emilio Pérez, en el sitio que pertenecía al cónsul sueco Justino Berthet. El 23 de febrero de 1943 el decreto nº 17.158 del poder ejecutivo paraguayo concede autorización al Ministerio de Guerra y Marina de Paraguay para comprar el palacete de la propietaria Rosalba Ferraro, con el fin de albergar el Comando en Jefe de las Fuerzas Armadas. Así funcionó hasta 1987.
Entre 1996 y 2004 en el palacete funcionó el Tribunal Superior de Justicia Militar del Paraguay. El 6 de abril de 2004 el gobierno de Paraguay lo trasladó del Ministerio de Defensa Nacional al Ministerio de Relaciones Exteriores con el fin de transformarlo exclusivamente en la sede del Tribunal Permanente de Revisión del Mercosur.
El 19 de junio de 2005, el «Acuerdo de Sede entre la República del Paraguay y el Mercado Común del Sur - Resolución MERCOSUR / CMC / DEC Nº 01/05», decide asentarlo como sede definitiva del Tribunal Permanente de Revisión del Mercosur. Pero, en enero de 2016, el tribunal dejó el palacio y se mudó a otra sede, dentro de la capital paraguaya.